# Antonio Manoel de Vilhena
Antonio Manoel de Vilhena (* 1663; † 10. Dezember 1736 in Valletta, Malta) war vom 19. Juni 1722 bis zu seinem Tod der 66. Großmeister des Malteserordens.
Er war ein portugiesischer Aristokrat königlicher Abstammung, Sohn von Sancho Manoel de Vilhena, dem ersten Grafen von Vila Flor. Als solcher gehörte er der kastilischen Zunge des Ordens an.
Um der wachsenden Bevölkerung Vallettas gerecht zu werden, ließ er 1724 den schachbrettartigen Bebauungsplan für die Besiedelung des zwischen Floriana und Valletta gelegenen Befestigungsgürtels vorlegen. Dort steht noch heute in den Maglio Gardens eine Statue von ihm. Fort Manoel im Marsamxett auf Manoel-Island gelegen wurde unter ihm ab 1723 errichtet. Ende der  Ende der 1720er Jahre ließ er den Palazzo Vilhena in Mdina und 1731 das Manoel-Theater (das zweitälteste Europas) bauen, das noch heute in Betrieb ist. Die alte “Città Notabile” Mdina wurde durch ihn teilweise restauriert, so wie man es heute sehen kann.
Ebenfalls aufgrund der Bevölkerungszunahme begründete er die Fondazione Vilhena, eine Stiftung, deren Zweck es war, Windmühlen zu bauen, um so den Nahrungsmittelbedarf der wachsenden Bevölkerung des maltesischen Archipels zu decken. Die einzige aus jener Zeit noch erhaltene Mühle ist die Ta’-Kola-Windmühle in Xagħra auf Gozo.
Sein Grab in der Kathedrale der Ritter St. John’s Co-Cathedral wird als das größte und kostspieligste aller Großmeister erachtet.